# Oka (Volga)
Az Oka (oroszul: Ока) – folyó Oroszország európai részén, a Volga legnagyobb jobb oldali mellékfolyója.
Nevének eredete lehet akár litván (aka – „forrás"), akár finnugor (joki –  „folyó"), minthogy eredetileg felső folyásánál balti törzsek, középső és felső folyásánál finnugorok (mescserák, muromák) éltek.
Feltehető, hogy a név olyan indoeurópai szavakkal tartozik össze, mint pl. a latin aqua („víz”).

## Földrajz

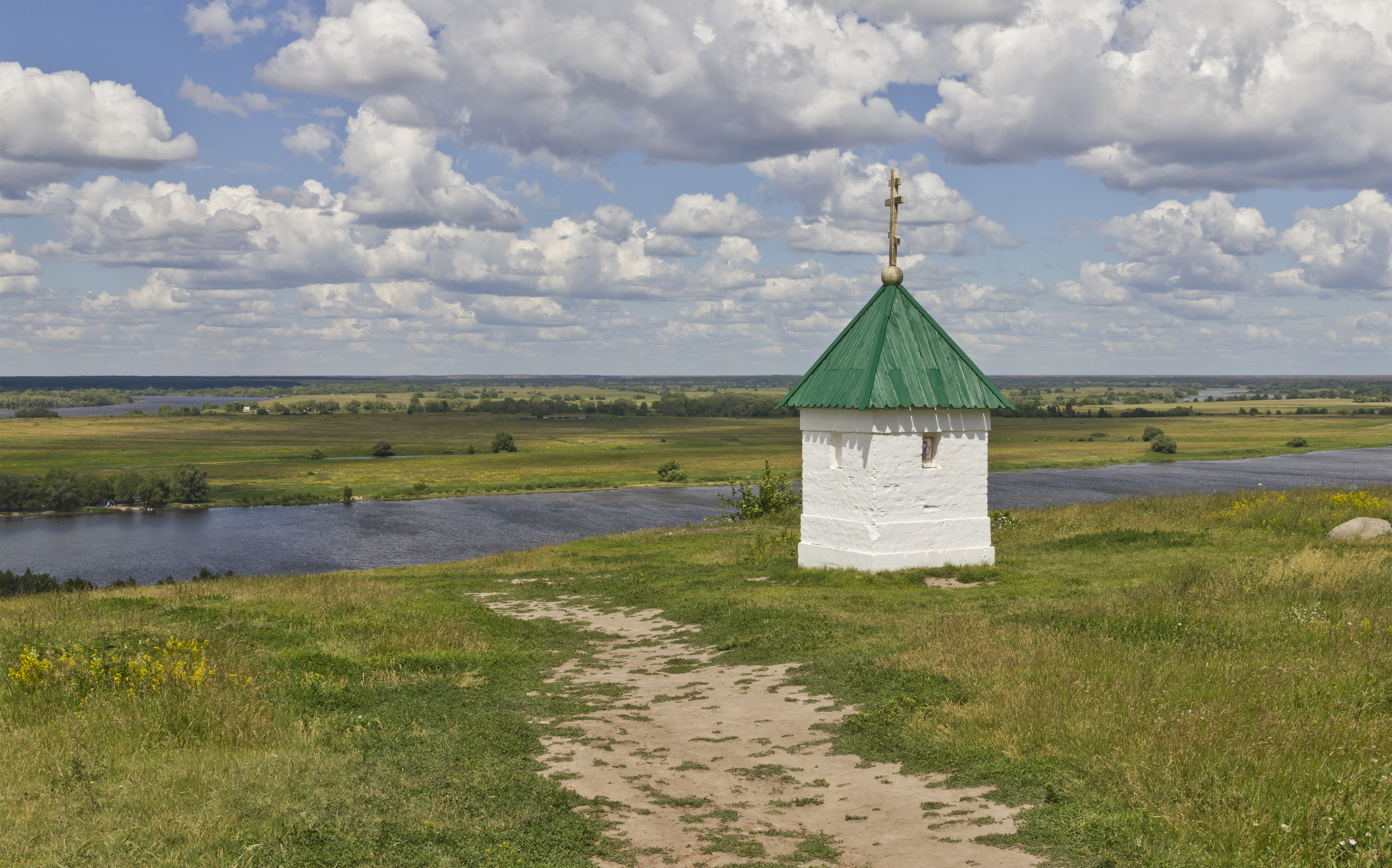
Az Oka folyó Konsztantyinovo falunál

Az Oka a központi fekvésű  Orjoli,  Tulai,  Kalugai,  Moszkvai,  Rjazanyi,  Vlagyimiri és Nyizsnyij Novgorod-i területen folyik keresztül.
A Közép-orosz-hátságon ered, eleinte észak felé, Kaluga városától kelet felé, majd északkelet felé folyik. A Moszkva folyó torkolatától délkeleti, Rjazany után nagy kanyart téve északkeleti irányban halad és Nyizsnyij Novgorodnál ömlik a Volgába.
Felső szakaszán szűk, mélyen bevágott völgyben folyik, esése viszonylag meredek. A Moszkva folyó alatt lassú, alföldi jellegű folyóvá válik, sok kanyart és mellékágat képez. Kiterjedt, néhol 25–30 km széles völgyében mocsaras részek és kisebb tavak váltogatják egymást..
Vízszintje erősen ingadozó, főleg olvadékvizek táplálják. Tavasszal vonul le az éves vízmennyiség kb. 75%-a, de nyáron is előfordulnak a tavaszihoz hasonló intenzitású áradások. A folyó télen befagy, az olvadás a felső szakaszon április elején, az alsón április végén kezdődik.
A folyó a torkolattól Csekalin városig. kb. 1200 km-en át hajózható, de a sok zátony és sekélyes szakasz miatt rendszeres kotrásra van szükség. A hajózás elősegítésére a Moszkva folyó torkolata alatt kb. 100 km-es szakaszon zsiliprendszert alakítottak ki.
Az Oka vízgyűjtője a lombos erdők övezetébe tartozik, de partjai mentén többnyire megművelt földek, szántók húzódnak.
Az erdők pusztítása már a 17. században nagy erőkkel folyt. Égetéssel szereztek új megművelhető területeket, és a növekvő városok építéséhez is egyre több faanyagra volt szükség. A század második felében ezen a vidék jelentek meg az első oroszországi vasfeldolgozó manufaktúrák, melyek szintén rengeteg tűzifát emésztettek fel. A pusztítás olyan méreteket öltött, hogy 1703-ban cári rendelettel kellett megtiltani a mértéktelen erdőirtást, 50 év múlva pedig vasfeldolgozó üzemek létesítését Moszkva közelében. Később az erőteljes iparosítás az egész vízgyűjtő medencét megviselte. A folyó halban ma már nem olyan gazdag, mint akár egy évszázaddal ezelőtt, vizében jelenleg kb. 30 halfaj él.
Legfontosabb mellékfolyói:
bal oldalon a Moszkva folyó, az Unzsa és a Kljazma, jobb oldalon a Moksa.

## Városok

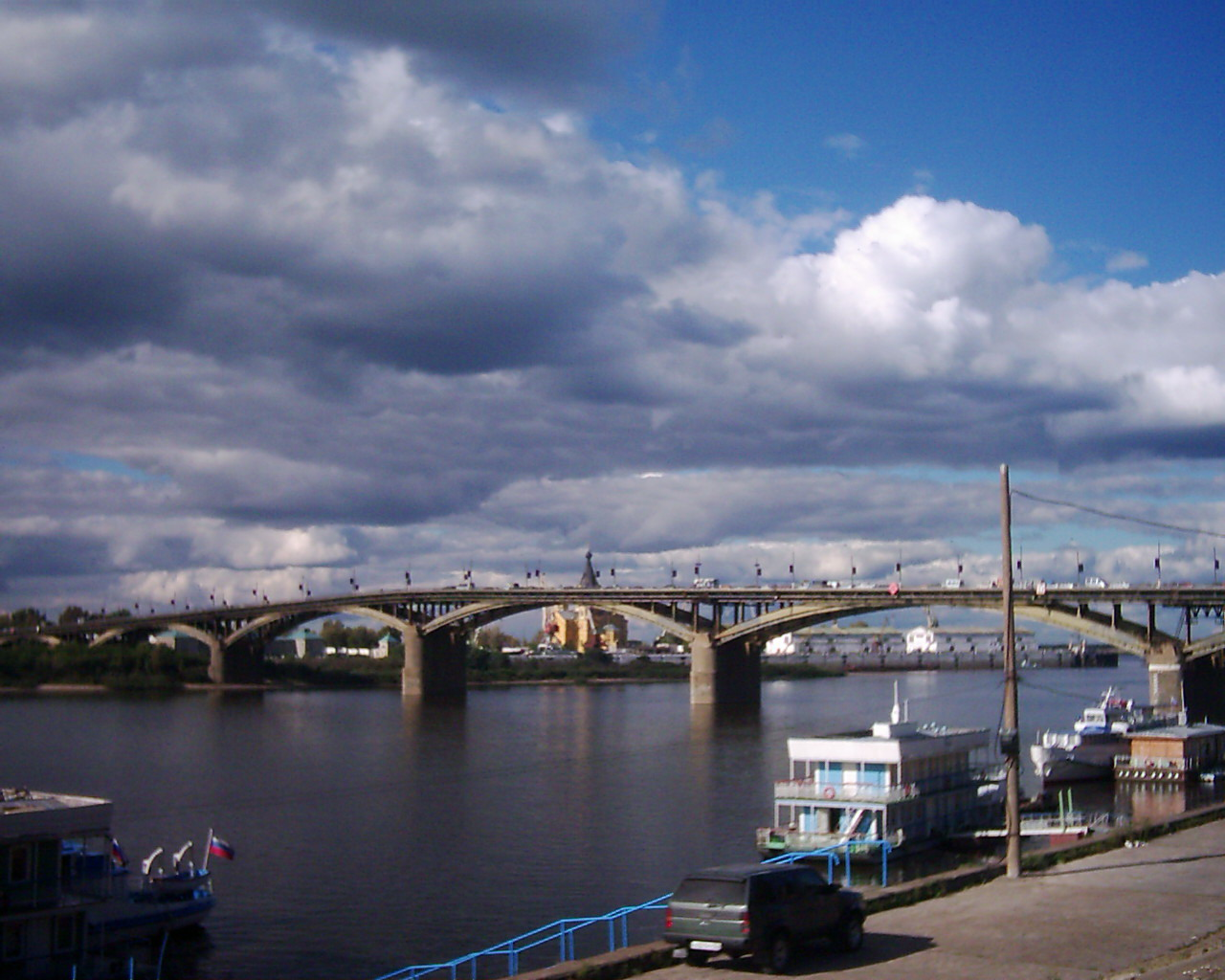
Az Oka Nyizsnyij Novgorodnál

Az Oka az európai országrész központi vidékein folyik, partjain sok a jelentős és nagymultú város. Közülük a legnagyobbak:
- Orjol
- Kaluga
- Szerpuhov
- Kolomna
- Rjazany
- Murom
- Nyizsnyij Novgorod